# キルメス・ビール
キルメス・ビールまたはセルベセリア・イ・マルテリア・キルメス(Cervecería y Maltería Quilmes, ローカル発音: [serβeseˈɾi.a i malteˈɾi.a ˈkilmes])は、アルゼンチンのビール醸造所である。

## 歴史

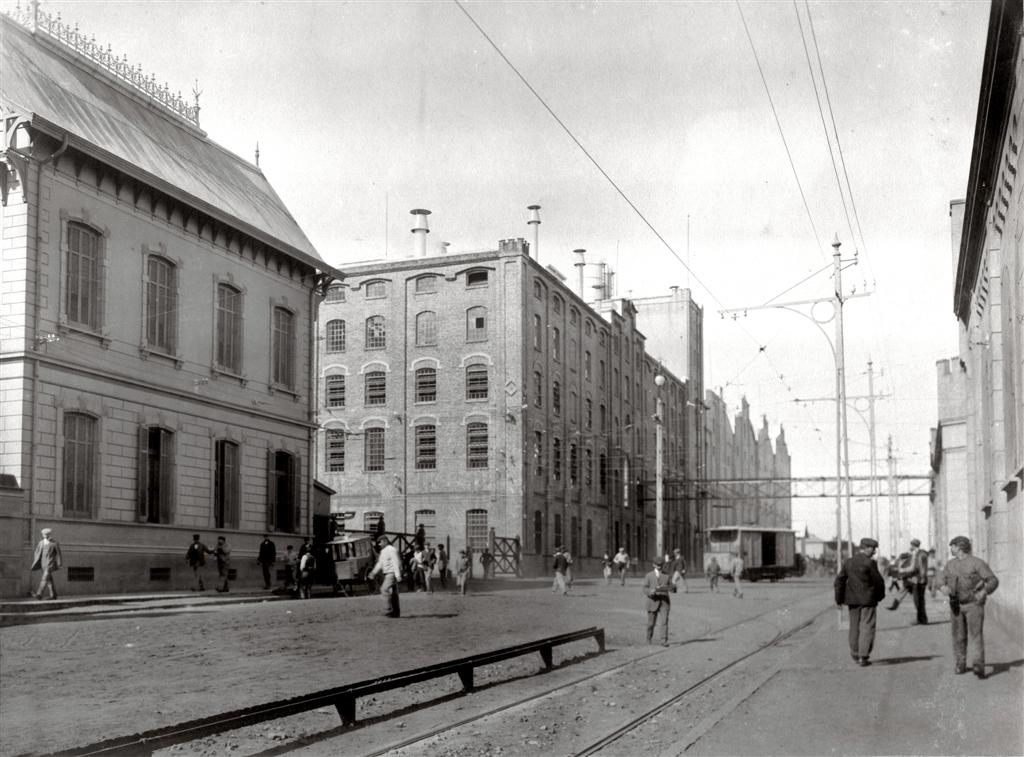
20世紀初頭の工場

1888年、ドイツ人移民のオットー・ベンベルクがブエノスアイレス州・キルメスに設立した。会社は急速に成長し始め、1920年にはすでにブエノスアイレスでもっとも人気があるビールとなっていた。それ以来、キルメスはアルゼンチンの象徴のひとつとなり、現在ではアルゼンチン国内のビールシェアの75%を占めている。サッカーアルゼンチン代表のスポンサーでもあり、ラベルの色はアルゼンチンの国旗と同じ水色と白色である。
2005年時点で、キルメスはキルメス、サラテ、トレス・アロージョス、コリエンテス、サン・ミゲル・デ・トゥクマン、メンドーサに工場を所有している。またペルー、エクアドル、メキシコ、ホンジュラス、コスタリカ、プエルトリコ、アメリカ、スペイン、ドミニカ共和国、フランス、イギリス、イタリア、オーストラリアなどの国に製品を輸出している。年間約17億リットルのビールと8億リットルのソフトドリンク類を販売している。

### キンサ
キンサ・インダストリアル株式会社(QUINSA)はルクセンブルクに拠点を置く国際企業であり、キルメスを管理している。アルゼンチンとウルグアイでゲータレードやトロピカーナなどを含むペプシコの製品のフランチャイズ販売を行なっている。キンサはキルメスの株式の30%を所有し、企業内の議決権の53%を保持している。
2002年、ブラジルのアンベブはキルメスの株式の37.5%を取得し、この契約によってアルゼンチンにおけるキルメスブランドの支配権がアンベブに移った。短期間で両社は合併し、世界第3位の飲料会社となった。2004年にはアンベブとベルギーのインターブリューが合併してインベブという新会社が設立され、キルメスは前者の所有資産の中に統合された。これによってインベブは世界第2位のビール会社となったが、2008年にバドワイザーで知られるアメリカのアンハイザー・ブッシュと合併してアンハイザー・ブッシュ・インベブが設立されると、世界第1位のビール会社となっている。2006年、アンベブは所有する株式を91%超まで増やし、事実上完全にキルメスブランドの支配権を得た。